# 格奧爾基·米哈伊洛維奇·羅曼諾夫
格奥尔基·米哈伊洛维奇（羅馬化：Georgiy Mikhaylovich；1981年3月13日—），俄罗斯帝国皇室后裔，他是現任聲稱擁有俄羅斯皇位的皇位請求者瑪麗亞·弗利基米羅芙娜的儿子、俄罗斯帝国皇位继承人。曾祖父是末代德皇威廉二世幼子约阿希姆王子。
他曾就讀拉尼米德學院及牛津大學聖貝奈學堂。2008年他被任命為諾里爾斯克鎳公司助理總幹事。